# VBA mùa giải 2016
Giải bóng rổ chuyên nghiệp Việt Nam 2016 là mùa giải thuộc liên đoàn bóng rổ việt Nam. Mùa giải bắt đầu vào ngày 6 tháng 8 năm 2016 và kết thúc vào ngày 23 tháng 10 năm 2016. Vòng play off bắt đầu ngày 26 tháng 10 năm 2016 và kết thúc trận đấu chung kết VBA 2016 vào ngày 16 tháng 11 năm 2016 với Danang Dragons chiến thắng và giành gianh hiệu VBA đầu tiên sau khi thắng đội Hochiminh City Wings sau hai lượt đấu.

## Trước giải đấu khởi tranh
Mùa giải trước bắt đầu vào ngày 22 và kết thúc vào ngày 31 với mỗi đội bóng có 1 nhà thi đấu.

## Mùa giải
Mùa giải đầu tiên của VBA vào ngày 6 tháng 8 với đội Hanoi Buffaloes và đội Saigon Heat, và kết thúc vào ngày 23 tháng 10.

### Bảng xếp hạng
| Bảng xếp hạng VBA 2016 | Bảng xếp hạng VBA 2016 | Bảng xếp hạng VBA 2016 | Bảng xếp hạng VBA 2016 | Bảng xếp hạng VBA 2016 | Bảng xếp hạng VBA 2016 | Bảng xếp hạng VBA 2016 |
| #                      | Team                   | W                      | L                      | PCT                    | GB                     | GP                     |
| ---------------------- | ---------------------- | ---------------------- | ---------------------- | ---------------------- | ---------------------- | ---------------------- |
| 1                      | Saigon Heat            | 11                     | 5                      | .688                   | –                      | 16                     |
| 2                      | Hochiminh City Wings   | 11                     | 5                      | .688                   | –                      | 16                     |
| 3                      | Hanoi Buffaloes        | 9                      | 7                      | .563                   | 2.0                    | 16                     |
| 4                      | Cantho Catfish         | 5                      | 11                     | .313                   | 6.0                    | 16                     |
| 5                      | Danang Dragons         | 4                      | 12                     | .250                   | 7.0                    | 16                     |

#### Tiebreakers
Saigon Heat xếp trên Hochiminh City Wings nhờ tỷ số đối đầu (3–1).

## Playoffs
The 2016 VBA playoffs bắt ngày 26 tháng 10 năm 2016 và kết thúc vào ngày 12 tháng 11 năm 2016.

### Tóm tắt
|  | Vé Đặc cách |        |    |  |
|  |             |        |    |  |
|  | 4           | Cantho | 66 |  |
|  | 4           | Cantho | 66 |  |
|  | 5           | Danang | 72 |  |

|  | Bán kết | Bán kết        | Bán kết |                |   | Chung kết | Chung kết | Chung kết |  |
|  |         |                |         |                |   |           |           |           |  |
|  | 1       | Saigon         | 0       |                |   |           |           |           |  |
|  | 1       | Saigon         | 0       |                |   |           |           |           |  |
|  | 5       | Danang         | 2       |                |   |           |           |           |  |
|  | 5       | Danang         | 2       |                | 5 | Danang    | 2         |           |  |
|  |         |                |         |                | 5 | Danang    | 2         |           |  |
|  |         |                | 2       | Hochiminh City | 0 |           |           |           |  |
|  | 2       | Hochiminh City | 2       | Hochiminh City | 0 | 2         |           |           |  |
|  | 2       | Hochiminh City |         |                |   |           |           |           |  |
|  | 3       | Hanoi          | 1       |                |   |           |           |           |  |

In đậm Đội thắng

Italic Đội chủ nhà

## Thống kê

### Individual statistic leaders
| Hạng mục           | Cầu thủ         | Đội                  | Điểm  |
| ------------------ | --------------- | -------------------- | ----- |
| Điểm mỗi trận      | Rudolphe Joly   | Danang Dragons       | 24.2  |
| Rebounds per game  | Tavarion Nix    | Cantho Catfish       | 15.8  |
| Assists per game   | David Arnold    | Saigon Heat          | 5.9   |
| Steals per game    | Phạm Duy Hậu    | Saigon Heat          | 2.0   |
| Blocks per game    | Darrell Miller  | Saigon Heat          | 2.0   |
| Turnovers per game | Rudolphe Joly   | Danang Dragons       | 4.9   |
| Fouls per game     | Dmytri Guchko   | Saigon Heat          | 4.0   |
| Minutes per game   | Trevor Berkeley | Hanoi Buffaloes      | 38.2  |
| FG%                | Ken Le          | Danang Dragons       | 0.670 |
| FT%                | Lại Xương Thanh | Hochiminh City Wings | 1.000 |
| 3P%                | Hồng Gia Lân    | Hochiminh City Wings | 0.670 |

### Team statistic leaders
| Hạng mục          | Team                                | Statistic |
| ----------------- | ----------------------------------- | --------- |
| Points per game   | Hochiminh City Wings                | 75.7      |
| Rebounds per game | Hochiminh City Wings                | 36.4      |
| Steals per game   | Hanoi Buffaloes                     | 9.7       |
| Blocks per game   | Hochiminh City Wings                | 3.4       |
| FG%               | Danang Dragons Saigon Heat          | 0.440     |
| FT%               | Hochiminh City Wings Cantho Catfish | 0.570     |
| 3FG%              | Hochiminh City Wings Danang Dragons | 0.300     |

## Giải thưởng
- Season MVP: Rudolphe Joly (Danang Dragons)
- Season Local MVP: Lê Ngọc Tú (Hochiminh City Wings)
- Cầu thủ Phòng thủ của năm: Justin Young (Hochiminh City Wings)
- Rising Star: Khoa Tran (Saigon Heat)
- Sixth Man of the Year: Nguyễn Phú Hoàng (Hanoi Buffaloes)
- HLV của năm: Todd Purves (Hanoi Buffaloes)
- Cầu thủ được yêu thích nhất: Nguyễn Phú Hoàng (Hanoi Buffaloes)

- Đội All star VBA 
  - C Rudolphe Joly (Danang Dragons)
  - F Darrell Miller (Saigon Heat)
  - F Jaywuan Hill (Hochiminh City Wings)
  - G Tam Dinh (Cantho Catfish)
  - G David Arnold (Saigon Heat)

## Import players
Each team is allowed 2 heritage players and 1 cầu thủ nước ngoài.
| Điểm                 | Heritage 1    | Heritage 2  | Foreign         |
| Cantho Catfish       | Tam Dinh      | Sang Dinh   | Tavarion Nix    |
| Danang Dragons       | Horace Nguyen | Jimmy Kien  | Rudolphe Joly   |
| Hanoi Buffaloes      | Anthony Phan  | Ryan Arnold | Trevor Berkeley |
| Hochiminh City Wings | Justin Young  | -           | Jaywuan Hill    |
| Saigon Heat          | David Arnold  | Khoa Tran   | Darrell Miller  |